# Gérard II (évêque de Cambrai)
Gérard II de Cambrai fut évêque de Cambrai de 1076 à 1092. Son épiscopat fut marqué par la Querelle des investitures qui opposait alors l'empereur Henri IV à la papauté.

## Une investiture délicate
Après avoir été élu par le clergé de Cambrai, il choisit en effet, pour recueillir son office, de se rendre d'abord auprès d'Henri IV : Gérard raisonna en membre de la Reichskirche, cette « Église d'Empire » qui considérait comme normale sa subordination à l'empereur, dans la tradition carolingienne et ottonienne. Or, l'empereur était alors en conflit ouvert avec le pape Grégoire VII, qui venait de l'excommunier. Dès lors, face à ce qui apparaissait comme un parti-pris pro-impérial dans le conflit en cours, l'archevêque de Reims, évêque métropolitain dont relevait Gérard et qui était acquis à la réforme grégorienne, refusa de le consacrer. 
La situation du prélat, confronté en outre à un contexte tendu par les volontés communales des bourgeois de la cité, devint difficile. Il lui fallut s'expliquer avec difficulté auprès du pape, qui finalement le pardonna et ordonna au légat pontifical Hugues de Die de le sacrer lors du concile d'Autun (1077), non sans que ce dernier saisisse cette occasion pour rappeler la condamnation papale des clercs simoniaques et nicolaïtes, ainsi que l'opposition du Saint-Siège à l'investiture des évêques par les laïcs.

## La condamnation de Rahmirhde pour hérésie
C'est dans le contexte de ces premières années difficiles à la tête du diocèse de Cambrai que se situe une autre affaire au cœur de laquelle se trouva Gérard II : en 1076-1077, il fut confronté à un certain Rahmirhde de Cambrai, un clerc qui, lors de ses prêches dans les campagnes du Cambrésis, dénonçait, conformément aux idéaux de réforme, les prêtres coupables de simonie et/ou de nicolaïsme et recommandait même que les laïcs boycottent leurs sacrements. Interrogé en synode par Gérard II, il tint un discours conforme aux dogmes de l'Eglise, mais accusa dans un même mouvement tous les prêtres présents, y compris l'évêque, de simonie. Le verdict ne tarda pas : traité comme un hérétique, il fut pris en charge par des laïcs proches de Gérard et condamné au bûcher. Comme le soulignent Isabelle Rosé et Bruno Dumézil, même si les sources à notre disposition n'utilisent pas le terme, « la procédure d'interrogatoire ainsi que le sort réservé à Rahmirhde laissent supposer son accusation comme hérétique ». Il semble que l'attitude de Rahmirhde, très hostile à Gérard, s'explique par l'attitude ambigüe de ce dernier : l'évêque de Cambrai était perçu, du fait de ses premiers choix de prélat nouvellement élu, comme réticent vis-à-vis des réformes préconisées par le pape Grégoire VII ; dès lors, il était nécessairement simoniaque puisque l'empereur était accusé par les Grégoriens de ne pas vouloir mettre fin à ces dérives morales du clergé. En dernier ressort, tout clerc qui soutenait l'empereur était du point de vue du discours de la papauté, nécessairement simoniaque, voire hérétique. Gérard II jouait donc là une partie serrée, et c'est pourquoi sans doute il préféra accuser rapidement le prédicateur d'hérétique et l'envoyer au bucher, pour éviter de l'être lui-même et, accessoirement, se débarrasser d'un opposant gênant. Les protestations ultérieures de Grégoire VII contre le traitement expéditif réservé à un Rahmirhde dont il contestait le caractère hérétique montre bien que le juge de l'hérétique n'était pas nécessairement à placer du côté de la papauté.

## La volonté de réformer le clergé de Cambrai
Pourtant, bien qu'il fût en délicatesse avec les milieux réformateurs romains, Gérard se consacra à réformer son propre clergé, notamment ses chanoines, qui n'apprécièrent guère qu'on cherche à leur imposer le célibat comme le montre une lettre qui a été conservée, adressée en 1078 à leurs collègues de Reims. On voit ici toute l'ambiguïté d'une opposition trop simple entre une papauté réformatrice qui serait seule soucieuse de moraliser la conduite des clercs et une Église d'Empire simoniaque et nicolaïte : si l'investiture laïque des évêques cristallisa les tensions entre papauté et Empire, c'est bien d'abord dans le cadre du Reichskirchensystem qu'émergea la volonté de rendre plus conforme à la morale le comportement des ecclésiastiques.